# Інститут будівництва та інженерії довкілля
Інститут будівництва та інженерних систем Національного університету «Львівська політехніка» (ІБІС) — навчально-науковий структурний підрозділ Національного університету «Львівська політехніка».

## Загальна інформація
Інститут забезпечує високу майстерність викладання, наукової та інженерійної діяльності й вивчення дисциплін природничо-технічного профілю, що дає змогу студентам оволодіти ґрунтовними знаннями з:
- проектування та будівель споруд,
- технології та організації будівництва,
- реконструкції та посилення будівель та споруд,
- інформаційних технологій для розрахунку та виконання проектної документації в галузі будівництва,
- проектування систем теплогазопостачання і вентиляції,
- впровадження інноваційних проектних та технологічних рішень при будівництві, реконструкції, ремонті автомобільних доріг, аеродромів та інженерних об'єктів на них,
- проектування, монтаж і налагодження систем водопостачання і водовідведення, включаючи промислові об'єкти,
- методи та засоби математичного моделювання,
- схеми керування виробничими процесами та інших.

## Історія
Інститут будівництва та інженерних систем [Архівовано 4 грудня 2014 у Wayback Machine.] створено в 2001 р. на базі інженерно-будівельного факультету — одного з найстаріших у Львівській політехніці. Інститут структурно складається з двох навчальних відділень: деканату базової вищої освіти, що випускає бакалаврів, та деканату повної вищої освіти, який випускає магістрів і спеціалістів. 

Ще в 1844 р. у Львівській технічній академії, що виникла на базі Реальної школи, існувала профільна кафедра будівництва, яка займалася підготовкою інженерів-будівельників та архітекторів. Перші кроки в навчанні спеціалістів-будівельників були здійснені під керівництвом професора Ю. Захарієвича, діяльність якого безпосередньо пов'язана з проектуванням (1872 р.) і будівництвом (1873—1877 рр.) головного корпусу Львівської політехніки. З огляду на наявність спеціалізованих кафедр, 1872-й можна вважати роком становлення інженерно-будівельного факультету.

 Зараз інститут очолює доктор технічних наук, професор Бліхарський Зеновій Ярославович.

## Кафедри
У структурі інституту підготовку фахівців забезпечують сім загальноосвітніх кафедр:

### Автомобільні дороги та мости(АДМ)[Архівовано19 грудня 2019 уWayback Machine.]
Кафедра розміщена в навчальному корпусі № 2, к.306.

Завідувач кафедри — д.т.н., професор Солодкий Сергій Йосифович.

### Кафедра будівельних конструкцій та мостів (БКМ)[Архівовано8 грудня 2019 уWayback Machine.]
Кафедра розміщена в навчальному корпусі № 2, к.208.

Завідувач кафедри — д.т.н., доцент. Холод Петро Федорович.

### Кафедра будівельного виробництва (БВ)[Архівовано25 жовтня 2019 уWayback Machine.]
Кафедра розміщена в навчальному корпусі № 2, к.419.

Завідувач кафедри — д.т.н., професор Саницький Мирослав Андрійович.

### Кафедра гідравліки і сантехніки (ГС)[Архівовано3 листопада 2018 уWayback Machine.]
Кафедра розміщена в навчальному корпусі № 2, к.103.

Завідувач кафедри — д.т.н., професор Чернюк Володимир Васильович.

### Опору матеріалівта будівельної механіки (ОМБМ)[Архівовано23 листопада 2019 уWayback Machine.]
Кафедра розміщена в навчальному корпусі № 2, к.201..

Завідувач кафедри — д.т.н., професор Харченко Євген Валентинович.

### Кафедра теплогазопостачання і вентиляції (ТГВ)[Архівовано29 листопада 2019 уWayback Machine.]
Кафедра розміщена в навчальному корпусі № 2, к.405.

Завідувач кафедри — д.т.н., професор кафедри ТГВ — Желих Василь Михайлович

## Освітня діяльність
| № | Галузь знань                      | Напрям підготовки                 | Спеціальність | Освітньо-кваліфікаційні рівні |
| - | --------------------------------- | --------------------------------- | --- | ----------------------------- |
| 1 | Будівництво                       | Будівництво                       | Промислове і цивільне будівництво, Міське будівництво та господарство, Технологія будівельних конструкцій, виробів і матеріалів, Теплогазопостачання і вентиляція, Автомобільні дороги та аеродроми, Водопостачання та водовідведення, Мости і транспортні тунелі | Бакалавр, Спеціаліст, Магістр |
| 2 | Пожежна безпека (ПБ)              | Пожежна безпека (ПБ)              | Пожежна безпека | Бакалавр, Спеціаліст, Магістр |
| 3 | Гідротехніка (водні ресурси) (ГТ) | Гідротехніка (водні ресурси) (ГТ) | Водогосподарське та природоохоронне будівництво | Бакалавр, Спеціаліст, Магістр |

## Підрозділи інституту будівництва та інженерії довкілля (ІБІД) (секції, лабораторії)
В Інституті будівництва та інженерії довкілля наявні такі основні підрозділи:
- ГНДЛ-88 — обстеження, випробування та реконструкції мостів, конструкцій будинків та інженерних споруд;
- РНДЛ-98 — випробувальна лабораторія будівельних конструкцій (ВЛБК);
- ГНДВЛ-105 — дослідження, обстеження, реконструкції та виробництва будівельних матеріалів, виробів, конструкцій, будівель та споруд;
- СЕПРОБуд — орган з сертифікації будівельних матеріалів, виробів та конструкцій «ЛьвівСЕПРОбуд»;
- ГНДЛ-108 — діагностика технічного стану автомобільних доріг, аеродромів і сухопутніх інженерних споруд;
- ГНДЛ-112 — оптимізація, дослідження, обстеження і проектування конструкцій будівель і споруд;
- Центр інженерії довкілля та водокористування

## Вчена рада інституту будівництва та інженерії довкілля (ІБІД)
- Бліхарський Зеновій Ярославович — голова вченої ради, доктор технічних наук, професор, директор ІБІД;
- Возняк Орест Тарасович — вчений секретар, кандидат технічних наук, доцент кафедри ТГВ;
- Соболь Христина Степанівна — д.т.н., проф., заст. директора;
- Холод Петро Федорович — к.т.н., заст. директора;
- Новицький Юрій Леонідович — к.т.н., ст.викл., заст. директора;
- Кваша Віктор Григорович  — д.т.н., проф., зав. каф. МБМ;
- Харченко Євген Валентинович [Архівовано 19 січня 2012 у Wayback Machine.] — д.т.н., проф., зав. каф. ОМ;
- Солодкий Сергій Йосипович — к.т.н, доц. зав. каф. АШ;
- Чернюк Володимир Васильович — д.т.н., зав. каф. ГС;
- Саницький Мирослав Андрійович — д.т.н., проф., зав. каф. БВ;
- Товкан Віталій Миронович — аспірант;
- А. В. Савицький — студент.

## Адреса
Вул. Старосольських, 6, Львів, 79013. Другий навчальний корпус Національного університету «Львівська політехніка», кімната 223